# Признак Паскаля
При́знак Паска́ля — математический метод, позволяющий получить признаки делимости на любое число. Своего рода «универсальный признак делимости».

## Общий вид
Пусть есть натуральное число {\displaystyle A}, записываемое в десятичной системе счисления как {\displaystyle {\overline {a_{n}a_{n-1}\ldots a_{2}a_{1}a_{0}}}}, где {\displaystyle a_{0}} — единицы, {\displaystyle a_{1}} — десятки и т. д.
Пусть {\displaystyle m} — произвольное натуральное число, на которое мы хотим делить и выводить признак делимости на него.
Находим ряд остатков по следующей схеме:
{\displaystyle r_{1}} — остаток от деления {\displaystyle 10} на {\displaystyle m}
{\displaystyle r_{2}} — остаток от деления {\displaystyle 10\cdot r_{1}} на {\displaystyle m}
{\displaystyle r_{3}} — остаток от деления {\displaystyle 10\cdot r_{2}} на {\displaystyle m}
…
{\displaystyle r_{n}} — остаток от деления {\displaystyle 10\cdot r_{n-1}} на {\displaystyle m}.
Формально:
{\displaystyle r_{1}\equiv 10{\pmod {m}}}
{\displaystyle r_{i}\equiv 10\cdot r_{i-1}{\pmod {m}},\;i={\overline {2...n}}}
Так как остатков конечное число (а именно не больше {\displaystyle m}), то этот процесс зациклится (не позже, чем через {\displaystyle m} шагов) и дальше можно его не продолжать: Начиная с некоторого {\displaystyle i=i_{0}:~r_{i+p}=r_{i}}, где {\displaystyle p} — получившийся период последовательности {\displaystyle \{r_{i}\}}. Для единообразия можно принять, что {\displaystyle r_{0}=1}.
Тогда {\displaystyle A} имеет тот же остаток от деления на {\displaystyle m}, что и число
{\displaystyle r_{n}\cdot a_{n}+\ldots +r_{2}\cdot a_{2}+r_{1}\cdot a_{1}+a_{0}}.

## Доказательство
Пользуясь тем, что в алгебраическом выражении по модулю {\displaystyle m} можно заменять числа их остатками от деления на {\displaystyle m}, получаем:
{\displaystyle A{\pmod {m}}=({\overline {a_{n}a_{n-1}\ldots a_{2}a_{1}a_{0}}}){\pmod {m}}=({\overline {a_{n}a_{n-1}\ldots a_{2}a_{1}}}\cdot 10+a_{0}){\pmod {m}}}
{\displaystyle =({\overline {a_{n}a_{n-1}\ldots a_{2}a_{1}}}\cdot r_{1}+a_{0}r_{0}){\pmod {m}}}
{\displaystyle =(({\overline {a_{n}a_{n-1}\ldots a_{2}}}\cdot 10+a_{1})\cdot r_{1}+a_{0}r_{0}){\pmod {m}}}
{\displaystyle =({\overline {a_{n}a_{n-1}\ldots a_{2}}}\cdot 10r_{1}+a_{1}r_{1}+a_{0}r_{0}){\pmod {m}}}
{\displaystyle =({\overline {a_{n}a_{n-1}\ldots a_{2}}}\cdot r_{2}+a_{1}r_{1}+a_{0}r_{0}){\pmod {m}}=\ldots =}
{\displaystyle (a_{n}r_{n}+\ldots +a_{2}r_{2}+a_{1}r_{1}+a_{0}r_{0}){\pmod {m}}}

## Основные частные случаи

### Признак делимости на 2
Здесь {\displaystyle m=2}.
Так как {\displaystyle 10~\vdots ~2}, то {\displaystyle r_{0}=1,~r_{i}=0,~i\in \mathbb {N} }. Отсюда получаем известный признак: остаток от деления числа на 2 равен остатку от деления его последней цифры на 2, или обычно: число делится на 2, если его последняя цифра чётна.

### Признаки делимости на 3 и 9
Здесь {\displaystyle m=3} или {\displaystyle m=9}.
Так как {\displaystyle 10^{i}\equiv 1{\pmod {3}},i\in \mathbb {N} } (остаток от деления 10 как на 3, так и на 9 равен 1), то все {\displaystyle r_{i}=1}. 
Значит, остаток от деления числа на 3 (или на 9) равен остатку от деления суммы его цифр на 3 (соответственно, 9), или иначе: число делится на 3 (или 9), если сумма его цифр делится на 3 (или 9).

### Признак делимости на 4
Здесь {\displaystyle m=4}.
Находим последовательность остатков: {\displaystyle r_{0}=1,~r_{1}=2,~r_{i}=0,~i\in \mathbb {N} }. Отсюда получаем признак: остаток от деления числа на 4 равен остатку от деления {\displaystyle 2\cdot a_{1}+a_{0}} на 4, или, заметив, что остаток зависит только от 2 последних цифр: число делится на 4, если число, состоящее из 2 его последних цифр, делится на 4.

### Признак делимости на 5
Здесь {\displaystyle m=5}.
Так как {\displaystyle 10~\vdots ~5}, то {\displaystyle r_{0}=1,~r_{i}=0,~i\in \mathbb {N} }. Отсюда получаем известный признак: остаток от деления числа на 5 равен остатку от деления его последней цифры на 5, или обычно: число делится на 5, если его последняя цифра — 0 или 5.

### Признак делимости на 7
Здесь {\displaystyle m=7}.
Находим остатки.
1. {\displaystyle 10=1\cdot 7+3\Rightarrow r_{1}=3}
2. {\displaystyle 10\cdot r_{1}=4\cdot 7+2\Rightarrow r_{2}=2}
3. {\displaystyle 10\cdot r_{2}=2\cdot 7+6\Rightarrow r_{3}=6}
4. {\displaystyle 10\cdot r_{3}=8\cdot 7+4\Rightarrow r_{4}=4}
5. {\displaystyle 10\cdot r_{4}=5\cdot 7+5\Rightarrow r_{5}=5}
6. {\displaystyle 10\cdot r_{5}=7\cdot 7+1\Rightarrow r_{6}=1=r_{0}}, цикл замкнулся.

Следовательно, для любого числа
{\displaystyle A={\overline {a_{n}a_{n-1}\ldots a_{2}a_{1}a_{0}}}}
его остаток от деления на 7 равен 
{\displaystyle a_{0}+3a_{1}+2a_{2}+6a_{3}+4a_{4}+5a_{5}+a_{6}+\ldots }.

#### Пример
Рассмотрим число 48916. По доказанному выше,
{\displaystyle 48916\equiv 6+3\cdot 1+2\cdot 9+6\cdot 8+4\cdot 4=}
{\displaystyle 6+3+18+48+16=91\equiv 0{\pmod {7}}},
а значит, 48916 делится на 7.

### Признак делимости на 11
Здесь {\displaystyle m=11}.
Так как {\displaystyle 10^{2n}=99\cdot 101\ldots 01+1\equiv 1{\pmod {11}}}, то все {\displaystyle r_{2i}=1}, а {\displaystyle r_{2i-1}=10\equiv -1{\pmod {11}}}. Отсюда можно получить простой признак делимости на 11: 
остаток от деления числа на 11 равен остатку от деления его суммы цифр, где каждая нечётная (начиная с единиц) цифра взята со знаком «−», на 11.
Проще говоря: 
если разбить все цифры числа на 2 группы — через одну цифру (в одну группу попадут все цифры с нечётными позициями, в другую — с чётными), сложить все цифры в каждой группе и вычесть одну полученную сумму из другой, то остаток от деления на 11 результата будет такой же, что и у первоначального числа.